# الأبشيهي
الأبْشيهيّ (790 - 852 هـ / 1388 - 1448 م) هو أديب مصري، صاحب «المستطرف في كل فن مستظرف» في الأدب والأخبار.
هو بهاء الدين (أو شهاب الدين) أبو الفتح محمد بن أحمد بن منصور الأبشيهي المحلي، نسبته إلى قرية أبْشيه (أبْشَواي) من قرى الفيّوم. أقام في المحلة الكبرى فنسب اليها، فقيل (المحلي) وبعد وفاة ابيه عاد الى بلده ليتولى الخطابة بعد ابيه ورحل إلى القاهرة غير مرة، واستمع إلى دروس جلال الدين البُلقيني. درس الفقه والنحو وولي خطابة بلدته بعد أبيه. توفي سنة 852 هـ، وقيل سنة 850 هـ.

## آثاره
أشتهر بتصنيف كتاب «المستطرف» وغلبت الطرافة وضَعْف اللغة على آثاره. وله غير المستطرف كتاب «تذكرة العارفين وتبصرة المستبصرين» و«أطواق الأزهار على صدور الأنهار». كما شرع في تأليف كتاب «في صنعة الترسل والكتابة» ولم يتمه